# 埃布羅因 (宮相)
埃布羅因（—681年），是7世紀末紐斯特里亞宮相，先後兩次於658年至673年及676年至681年間擔任紐斯特里亞宮相。在其暴力和專制的一生中，他努力在任內試圖擴張自己控制下的紐斯特里亞對勃艮第與奧斯特拉西亞的控制，並大幅強化宮相職權。

## 生平

### 紐斯特里亞宮相崛起（658年–673年）
658年，在克洛泰爾三世統治期間，由攝政王后巴蒂爾德提拔，繼厄奇諾德之後成為宮相。673年克洛泰爾三世去世後，扶持克洛維二世與巴蒂爾德第三子提烏德里克三世繼承紐斯特里亞-勃艮第王位，成為王國實際掌權者。任內他禁止勃艮第貴族未經傳召覲見國王，獨攬決策權。

### 貴族叛亂與失勢（673年–675年）
終於在673年，勃艮第貴族在奧頓主教聖萊熱領導下，聯合奧斯特拉西亞國王希爾德里克二世發動叛亂。埃布羅因被囚禁於呂克瑟伊修道院，提烏德里克三世被迫退位。

### 復權與鎮壓（675年–678年）
675年趁希爾德里克二世遇刺逃脫，殺害厄奇諾德之子丶新任宮相勒德修斯並復辟提烏德里克三世。不久之後，埃布羅因指控聖萊熱謀殺國王，對其施以挖眼、割唇酷刑，約678年處決於敘聖萊熱（Sus-Saint-Léger）。

### 權力動盪與覆滅（679年–684年）
埃布羅因依靠奧斯特拉西亞人，廢黜提烏德里克三世的統治，並擁立679年短暫擁立傀儡克洛維三世登上王位，後因缺乏支持恢復提烏德里克三世王位。克洛維三世自稱為克洛泰爾三世之子（實為虛構，克洛泰爾三世沒有任何孩子），當時他只有五歲。在這次廢立中，埃布羅因幾乎沒有得到任何支持，一段時間之後，他放棄克洛維三世，讓提烏德里克三世重登王位，他亦重新擔任宮相。埃布羅因於680年在拉法奧擊敗奧斯特拉西亞宮相埃斯塔勒的丕平。可惜，埃布羅因於684年遭貴族埃爾曼弗魯瓦（Ermenfroi）刺殺，標誌紐斯特里亞主導地位終結。

## 歷史影響
埃布羅因強化宮相職權制度化，但殘酷手段引發貴族敵對，他亦加劇法蘭克王國東西部分裂，間接促成加洛林家族崛起。埃布羅因主要形象見於教會文獻，多被描繪為暴君。